# 오이가와정
오이가와정(大井川町)은 시즈오카현 시다군에 설치되었던 정이다.